# John S. Cohen

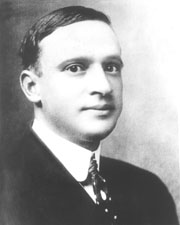
John S. Cohen

John Sanford Cohen (* 26. Februar 1870 in Augusta, Georgia; † 13. Mai 1935 in Atlanta, Georgia) war ein US-amerikanischer Politiker der Demokratischen Partei. Von 1932 bis 1933 saß er für den US-Bundesstaat Georgia im US-Senat. 

## Biographie
Cohen wurde in Augusta als Sohn eines Juden und einer Episkopalierin geboren. Seine Schulzeit verbrachte er in Augusta, Richmond und Winchester. Zwischen 1885 und 1886 besuchte er die United States Naval Academy. Anschließend wurde er Journalist bei der New York World.
Von 1893 bis 1896 war er Sekretär des Innenministers Michael Hoke Smith. Zur gleichen Zeit war er als Journalist beim Kongress der Vereinigten Staaten offiziell akkreditiert. Im Spanisch-Amerikanischen Krieg war Cohen als Kriegsreporter für The Atlanta Journal tätig. Von 1917 bis zu seinem Tod war er dessen Verleger und Präsident. Cohen galt als Initiator des National Highway zwischen New York City und Jacksonville. 
Von 1932 bis 1935 war Cohen stellvertretender Vorsitzender (Vice Chairman) des Democratic National Committee. Nach dem Tod von William J. Harris wurde Cohen von Gouverneur Richard B. Russell zu Harris’ Nachfolger ernannt. Bei der folgenden Nachwahl trat nicht Cohen selbst, sondern Russell an, der letztlich auch gewählt wurde. Cohen schied nach weniger als einem Jahr als Senator wieder aus dem Kongress aus. Er zog sich daraufhin wieder nach Georgia zurück, wo er 1935 verstarb. Er wurde auf dem West View Cemetery in Atlanta beigesetzt.